# ورزشگاه پالادوزا
ورزشگاه پالادوزا یک سالن ورزشی سرپوشیده است که در بولونیا، ایتالیا واقع شده‌است. این ورزشگاه به افتخار جوزپه دوزا، شهردار کمونیست بولونیا که از سال ۱۹۴۵ تا ۱۹۶۶ خدمت کرده بود، نامگذاری شد. ظرفیت سالن برای بازی‌های بسکتبال ۵۷۲۱ نفر است.

## تاریخچه
این ورزشگاه در سال ۱۹۵۶ افتتاح شد. این سالن میزبان فینال جام قهرمانان اروپا در سال ۱۹۶۵–۱۹۶۶ بود که در آن باشگاه ایتالیایی سیمنتال میلانو، برنده مسابقات شد. این بازی در حضور ۸۰۰۰ تماشاچی برگزار شد.